# 奧米茄 (變形金剛)
奧米茄（英語：Omega Supreme，又譯龐龍、大力金剛），為《变形金刚》系列作品的虛構角色。奧米茄為博派的巨型變形金剛，其龐大的身軀就是巨大的攻擊力。

## G1動畫
在G1動畫的設定中，奧米茄的由來是擎天柱在唤醒了博派成員─吊车(Grapple)之后，與這位賽伯坦最有名的工程師提出要求，為坠毁在圣希拉里火山脚下的方舟号建立一個防禦系統，讓地球上這個大本營基地能安全，吊車構思過程發現擎天柱所携带的领导模块拥有创造生命赋予火种的造物主能力，於是決定將這防禦系統打造為一個巨大無敵的汽車人金剛，同時有防禦和進攻能力以應對狂派的合體金剛技術，奧米茄一問世由威震天亲率的追跡者(Seekers)小队和全体磁带金刚來襲，但輕鬆被其打垮，奧米茄的傳奇故事由此開始，先后效力于擎天柱、钢锁、巨无霸福特(Fortress Maximus)、补天士四位首领。此版本的奧米茄變型為一組帶有軌道的火箭基地，並附有一輛坦克。

## IDW漫畫(2005~2019)
到了IDW漫畫中重新詮釋的奧米茄，在賽博坦地下深处有一古城水晶城，歷史遠自元始天尊時代，而被設定永恆自動守護水晶城的是一隊巨型金剛机器哨兵，其中的菁英又被稱為终极哨兵，奧米茄就是终极哨兵首領。镇天威統一了塞伯坦的黃金時代中尋找了水晶城並與奧米茄相遇，兩人共同創造黃金時代，然而镇天威醉心權力與擴張希望自己功勳超越元始天尊開始和奧米茄反目，而方舟最初用途就是征服其他星球的遠程戰艦，之後又創造了合體金剛怪魔，不料怪魔被威震天改造成狂派之後與大戰水晶城，雖然最後奧米茄驚險取勝但水晶城被毀，之後百万年他成为了一个守望者仰望天空，等待镇天威的回归，要给他应得的制裁，直到他遇見了擎天柱展開新故事。

## 《變形金剛：超能連結》
在2002年的作品中，奧米茄在部分地區又翻譯為賢神。其變形之後分成兩個部分：戰艦與裝甲工程車，兩者也能組合成武裝列車。並且能和柯博文合體。

## 《變形金剛進化版》
在2008年的動畫作裡裡，奧米茄在劇中的設定和G1類似，最初是馬格斯(Ultra Magnus)作為博派最高指揮官在戰爭末期，要求博派工程師輪傑(Wheeljack)，製作的巨型戰爭機器。但是在戰爭結束後，博派雖然取得勝利，但是奧米茄的受損狀況也非常嚴重，因此在飛輪的指示下變形為其載具型態─博派的常見戰艦，名為「方舟號」，之後飛輪便以載具型態逐步修復這艘船。在修復完成後，這艘船被配給一隻太空傳送門維修工程隊，也就是柯博文的隊伍，不過除了飛輪以外的船員對方舟號的真身一無所知。
本作的特殊設定是，因為作為戰爭機器被建造，奧米茄並不具有一般塞柏坦人的心智，需要有一位「導師」輔助其行動，原先應該由雅希(Arcee)擔任，但是在雅希被俘虜、記憶被清空後改由飛輪擔任，因此飛輪和其關係很好。

## 《變形金剛：賽博坦之戰》(Transformers: War For Cybertron)
變形金剛：賽博坦之戰是一部電動玩具作品，在本作中，奧米茄變形為一架巨大的飛行器，並且載有Omega key的功能。若是在遊戲時選擇狂派陣營，奧米茄則會成為最終對手，其傷害能力巨大、且能以反制、難以擊倒。

## 玩具
- 1984年，1984日本ToyBox推出的名為Mechabot-1機器人，具有自走功能，日後版權該玩具被買下，並成為第一代的奧米茄玩具，Takara公司在80年代後期有出日本版G1玩具，後於2007年推出復刻版。[6]
- 2004年發行《變形金剛：超能連結》版玩具。
- 2013年，針對中國蛇年推出特別版奧米茄，模具是《變形金剛：超能連結》版本，但更換頭部模組和配色使之更趨近於電玩《變形金剛：賽博坦殞落》版之外觀。
- 2013年同時第三方大廠Planet X推出了玩具，忠實還原了賽博坦之戰電玩遊戲中的奧米茄形象。
- 2019年底，官方的圍城(Siege)系列推出睽違15年後的新款模具奧米茄作為2020年的泰坦級玩具(Titan Class)，採用G1造型但以更先進的玩具製作技術重新詮釋。[7]